# می‌نامی‌آواجی، هیوگو
می‌نامی‌آواجی در استان هیوگو در کشور ژاپن واقع شده‌است  که دارای جمعیت ۵۱٬۰۶۹ نفر و مساحت ۲۲۹٫۱۸ کیلومتر مربع با تراکم جمعیت ۲۲۳  نفر در کیلومترمربع است و در تاریخ ۱۱ ژانویه ۲۰۰۵ به عنوان شهر شناخته شد.